# Feldhockey-Europameisterschaft der Damen 1984
Die Feldhockey-Europameisterschaft der Damen 1984 war die erste Auflage der Feldhockey-Europameisterschaft der Damen. Sie fand in Lille vom 3. bis zum 13. Mai 1984 statt. Im Finale setzten sich die Niederländerinnen gegen die sowjetische Mannschaft durch.

## Vorrunde

### Gruppe A
| Platz | Team        | Punkte | Sp | S | U | N | Tore | Gtore | Diff |
| ----- | ----------- | ------ | -- | - | - | - | ---- | ----- | ---- |
| 1.    | Sowjetunion | 10     | 5  | 5 | 0 | 0 | 37   | 2     | +35  |
| 2.    | Niederlande | 8      | 5  | 4 | 0 | 1 | 19   | 4     | +15  |
| 3.    | Schottland  | 6      | 5  | 3 | 0 | 2 | 6    | 7     | −1   |
| 4.    | Belgien     | 3      | 5  | 1 | 1 | 3 | 3    | 14    | −11  |
| 5.    | Österreich  | 2      | 5  | 1 | 0 | 4 | 3    | 20    | −17  |
| 6.    | Italien     | 1      | 5  | 0 | 1 | 4 | 3    | 24    | −21  |

 Schottland 2:0  Österreich

 Niederlande 7:0  Italien

 Belgien 0:7  Sowjetunion

 Sowjetunion 12:0  Italien

 Niederlande 3:0  Österreich

 Belgien 0:2  Schottland

 Italien 2:3  Österreich

 Niederlande 4:0  Belgien

 Sowjetunion 4:0  Schottland

 Sowjetunion 11:0  Österreich

 Belgien 1:1  Italien

 Niederlande 3:1  Schottland

 Italien 0:1  Schottland

 Niederlande 2:3  Sowjetunion

 Belgien 2:0  Österreich

### Gruppe B
| Platz | Team             | Punkte | Sp | S | U | N | Tore | Gtore | Diff |
| ----- | ---------------- | ------ | -- | - | - | - | ---- | ----- | ---- |
| 1.    | BR Deutschland   | 10     | 5  | 5 | 0 | 0 | 18   | 0     | +18  |
| 2.    | England          | 7      | 5  | 3 | 1 | 1 | 8    | 3     | +5   |
| 3.    | Irland           | 5      | 5  | 2 | 1 | 2 | 3    | 5     | −2   |
| 4.    | Spanien          | 4      | 5  | 2 | 0 | 3 | 3    | 8     | −5   |
| 5.    | Tschechoslowakei | 2      | 5  | 1 | 0 | 4 | 2    | 9     | −7   |
| 6.    | Frankreich       | 2      | 5  | 0 | 2 | 3 | 3    | 12    | −9   |

 Irland 1:0  Tschechoslowakei

 Frankreich 1:2  Spanien

 BR Deutschland 3:0  England

 Irland 1:0  Spanien

 BR Deutschland 1:0  Tschechoslowakei

 Frankreich 0:0  England

 BR Deutschland 3:0  Irland

 Frankreich 1:2  Tschechoslowakei

 England 2:0  Spanien

 Spanien 1:0  Tschechoslowakei

 England 1:0  Irland

 Frankreich 0:7  BR Deutschland

 England 5:0  Tschechoslowakei

 Frankreich 1:1  Irland

 BR Deutschland 4:0  Spanien

## Spiele um die Plätze 9–12
Tschechoslowakei 4:0  Italien

 Österreich 1:3  Frankreich

## Spiele um die Plätze 5–8
Irland 1:0  Belgien

 Schottland 2:0  Spanien

## Halbfinale
BR Deutschland 1:3 Niederlande

 Sowjetunion 2:0 England

## Spiel um Platz 11
Österreich 1:0  Italien

## Spiel um Platz 9
Tschechoslowakei 2:0  Frankreich

## Spiel um Platz 7
Spanien 1:0  Belgien

## Spiel um Platz 5
Irland 2:0  Schottland

## Spiel um Platz 3
BR Deutschland 1:0  England

## Finale
Niederlande 2:0  Sowjetunion

## Endergebnis
| Platz | Land             |
| ----- | ---------------- |
| 1     | Niederlande      |
| 2     | Sowjetunion      |
| 3     | BR Deutschland   |
| 4     | England          |
| 5     | Irland           |
| 6     | Schottland       |
| 7     | Spanien          |
| 8     | Belgien          |
| 9     | Tschechoslowakei |
| 10    | Frankreich       |
| 11    | Österreich       |
| 12    | Italien          |

## Europameisterinnen
Carina Benninga, Marieke van Doorn, Irene Hendriks, Martine Ohr, Sandra Le Poole, Lisette Sevens, Laurien Willemse, Aletta van Manen, Fieke Boekhorst, Marjolein Eijsvogel, Elsemiek Hillen, Anneloes Nieuwenhuizen, Alette Pos, Sophie von Weiler, Bernadette de Beus, Margriet Zegers